# Lotte Kopecky
Lotte Kopecky (Rumst, 10 november 1995) is een Belgische wielrenster en baanwielrenster die anno 2025 rijdt voor het Nederlandse Team SD Worx.
Kopecky is zesvoudig wereldkampioen baanwielrennen en pakte ook viermaal zilver en eenmaal brons in deze discipline. In 2023 en 2024 voegde ze daar twee wereldtitels op de weg aan toe. Ook werd Kopecky tien keer Europees kampioen baanwielrennen (6× bij de elite, 2× bij de beloften, 2× bij de junioren), één keer Europees kampioen tijdrijden, dertien keer Belgisch kampioen baanwielrennen, zes keer Belgisch kampioen tijdrijden en drie keer Belgisch kampioen op de weg en tijdens de Olympische Zomerspelen van Parijs voegde ze daar een bronzen medaille in de wegrit aan toe. 
Naast deze kampioenschappen won Kopecky op de weg onder meer Parijs Roubaix, driemaal de Ronde van Vlaanderen, tweemaal de Strade Bianche, de Omloop Het Nieuwsblad, Le Samyn en tweemaal Nokere Koerse.
In de Ronde van Frankrijk voor vrouwen behaalde ze tot dusver één etappezege en droeg ze zes dagen de gele leiderstrui. In 2023 was Kopecky tevens de eindwinnares van de groene trui in het puntenklassement en werd ze tweede in het algemene eindklassement.

## Baanwielrennen
In het baanwielrennen behaalde Kopecky al van bij de jeugd goede resultaten. Zo behaalde ze bij de nieuwelingen en junioren verschillende Belgische titels. In 2012 reed ze haar eerste internationale kampioenschap. Tijdens het Europees kampioenschap van dat jaar nam ze deel aan het omnium en de puntenkoers, ze eindigde er als respectievelijk achtste en zestiende. Een jaar later behaalde ze op datzelfde EK samen met Kaat Van Der Meulen, Jesse Vandenbulcke en Saartje Vandenbroucke een bronzen medaille in de ploegenachtervolging. Een dag later won Kopecky het onderdeel puntenkoers, voor landgenote Kaat Van Der Meulen en Bianca Lust uit Nederland.
Bij de beloften behaalde Kopecky op het EK 2014 een derde plek in de achtervolging. In 2016 behaalde ze twee Europese titels, in het omnium en de puntenkoers. In de individuele en ploegenachtervolging behaalde ze dat jaar telkens een vierde plek.
Naar aanloop van de Olympische Zomerspelen 2016 trad Kopecky toe tot de nationale selectie in de ploegenachtervolging. België wist zich uiteindelijk niet te kwalificeren voor de ploegenachtervolging. Wel was Kopecky reserve voor Jolien D'Hoore in het omnium.
In 2014 debuteerde ze bij de elite. Nadat ze al enkele nationale titels behaalde brak Kopecky in 2016 ook internationaal door. Op het Europees kampioenschap baanwielrennen 2016 behaalde ze twee medailles. In het omnium werd ze derde achter de Britse Katie Archibald en Kirsten Wild uit Nederland. Samen met Jolien D'Hoore kroonde ze zich een dag later tot Europees kampioen in de koppelkoers. In februari 2017 won Kopecky voor het eerst een wereldbeker, in Cali won ze het omnium. Dankzij deze zege won ze ook het eindklassement in het omnium.
Amper een week na de Tour de France Femmes verdedigde Kopecky in augustus 2023 met succes haar wereldtitel op de afvalling in het Schotse Glasgow. Een dag later pakte ze ook goud op de puntenkoers, haar lievelingsnummer. Als topfavoriete wist ze die race van begin tot einde te domineren. In het omnium behaalde Kopecky een bronzen medaille.

### Palmares
| Jaar        | BK                                                            | EK                                                 | WK                               | OS       | WB                                                                                         | Overig                                                     |
| Junioren    | Junioren                                                      | Junioren                                           | Junioren                         | Junioren | Junioren                                                                                   | Junioren                                                   |
| ----------- | ------------------------------------------------------------- | -------------------------------------------------- | -------------------------------- | -------- | ------------------------------------------------------------------------------------------ | ---------------------------------------------------------- |
| 2012        | omnium                                                        |                                                    |                                  |          |                                                                                            |                                                            |
| 2013        |                                                               | achtervolging · puntenkoers · ploegenachtervolging |                                  |          |                                                                                            |                                                            |
| Beloften    |                                                               |                                                    |                                  |          |                                                                                            |                                                            |
| 2014        |                                                               | achtervolging                                      |                                  |          |                                                                                            |                                                            |
| 2015        |                                                               |                                                    |                                  |          |                                                                                            |                                                            |
| 2016        |                                                               | omnium · puntenkoers                               |                                  |          |                                                                                            |                                                            |
| Elites      |                                                               |                                                    |                                  |          |                                                                                            |                                                            |
| 2012        | omnium                                                        |                                                    |                                  |          |                                                                                            |                                                            |
| 2013        | achtervolging · 500M · keirin · puntenkoers                   |                                                    |                                  |          |                                                                                            |                                                            |
| 2014        | achtervolging · puntenkoers · scratch                         |                                                    |                                  |          |                                                                                            | 3daagse Aigle:achtervolging en scratch Gent: achtervolging |
| 2015        | achtervolging · omnium · puntenkoers · scratch                |                                                    |                                  |          | Cali: · scratch                                                                            |                                                            |
| 2016        | omnium · scratch · puntenkoers                                | ploegkoers · omnium                                |                                  |          | Glasgow: · omnium                                                                          | Gent: omnium                                               |
| 2017        | achtervolging · omnium                                        |                                                    | ploegkoers                       |          | Cali: · omnium · Pruszkow: · ploegkoers · puntenkoers · Manchester: · ploegkoers           | IBO: ploegkoers                                            |
| 2018        | omnium                                                        |                                                    |                                  |          | Berlijn: · ploegkoers · Londen: · ploegkoers                                               | Vierdaagse van Genève                                      |
| 2019        | achtervolging · puntenkoers · scratch                         |                                                    |                                  |          | Cambridge: · ploegkoers · Hong Kong I: · ploegkoers · Hong Kong II: · ploegenachtervolging |                                                            |
| 2020        |                                                               |                                                    |                                  |          | Milton: · ploegkoers                                                                       |                                                            |
| 2021        |                                                               |                                                    | afvalling · omnium · puntenkoers |          |                                                                                            |                                                            |
| 2022        |                                                               | afvalling · puntenkoers                            | afvalling · ploegkoers           |          |                                                                                            |                                                            |
| 2023        | achtervolging · puntenkoers · ploegkoers · omnium · afvalling | afvalling · omnium                                 | afvalling · puntenkoers · omnium |          |                                                                                            |                                                            |
| 2024        | afvalling · puntenkoers · ploegkoers                          |                                                    | afvalling · puntenkoers          |          |                                                                                            |                                                            |
| Totaal Goud | 13                                                            | 10                                                 | 6                                |          | 4                                                                                          | 6                                                          |

## Wegwielrennen

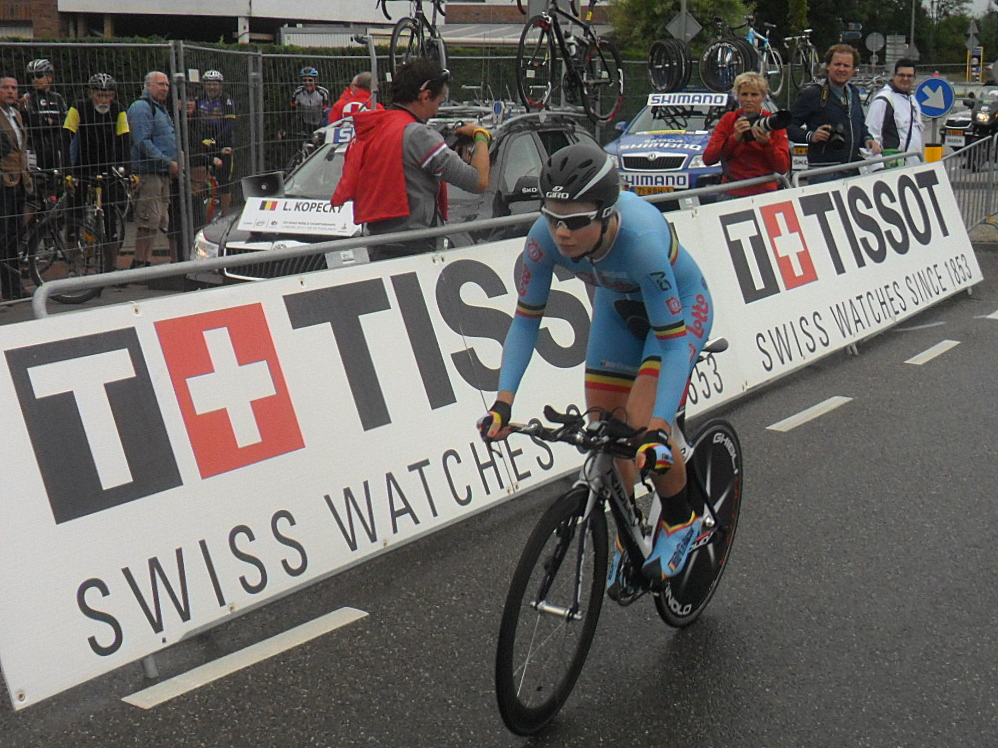
Kopecky tijdens het WK tijdrijden voor junioren in Valkenburg.

Kopecky werd in 2012 Belgisch kampioene tijdrijden bij de junioren en tweede in de wegrit. In Valkenburg, in Nederlands Limburg, werd ze 11e in de tijdrit en 49e in de wegrit tijdens het Wereldkampioenschap op de weg bij de junioren. Een jaar later werd ze 26e in de tijdrit en 29e in de wegrit op het WK op de weg in het Italiaanse Florence. In dat jaar werd ze zevende en negende in de tijd- en wegrit tijdens het Europees kampioenschap in het Tsjechische Olomouc en won ze zilver tijdens het Belgisch kampioenschap tijdrijden voor dames junioren. In 2014 won ze wederom zilver, deze keer in de wegrit bij de elite. In 2015 herhaalde ze deze prestatie en werd zesde in het BK tijdrijden. Tijdens het Europees kampioenschap in het Estse Tartu werd ze 11e in de tijdrit en 22e in de wegrit bij de beloften onder 23 jaar.
Kopecky kwam uit voor België in de weg- en tijdrit op de Olympische Zomerspelen in Rio de Janeiro. In de wegrit werd ze 45e en in de tijdrit 21e op ruim drie minuten van winnares Kristin Armstrong. In mei van dat jaar won ze haar eerste profkoers op de weg, de Trofee Maarten Wynants. In september won ze het jongerenklassement van de Lotto Belgium Tour. In 2017 won ze het BK tijdrijden voor beloften en won ze zilver in het BK op de weg voor elite. In de voorjaarsklassiekers behaalde ze de top vijf in de Omloop van het Hageland, Dwars door de Westhoek en de Ronde van Vlaanderen. In 2018 won ze de eerste etappe en het jongerenklassement van de Lotto Belgium Tour. In 2020 versloeg ze Jolien D'hoore in een prangende sprint en werd ze voor de eerste maal Belgisch kampioene op de weg. Dit herhaalde ze in 2021. Op 5 maart 2022 won Kopecky de Strade Bianche in Toscane na een spannende tweestrijd met Annemiek van Vleuten in de laatste kilometer. Op 3 april 2022 won ze de Ronde Van Vlaanderen door alweer Van Vleuten te verslaan, deze keer in een sprint. Op 2 april 2023 wint zij wederom de Ronde van Vlaanderen⁣, maar komt zij solo over de meet.
De tweede Tour de France Femmes in 2023 was een groot succes voor Kopecky. Op 23 juli won ze de eerste rit en daarbij ook de gele trui die ze niet meer afgaf tot de zevende rit. Ze sloot op 30 juli de ronde af met winst in de groene puntentrui. Daarnaast eindigde ze nog verrassend als tweede in het algemeen klassement van de gele trui achter haar ploegmaat Demi Vollering, dankzij een ijzersterke prestatie in de afsluitende tijdrit. Het kwam neer tot op honderdsten en duizendsten van een seconde van nummer drie Katarzyna Niewiadoma.
Op 13 augustus 2023 op het wereldkampioenschap in Glasgow werd Kopecky wereldkampioene. Ze kwam solo over de eindmeet. Achter haar sprintten de Nederlandse Demi Vollering en Deense Cecilie Uttrup Ludwig voor respectievelijk zilver en brons. Een jaar later in Zürich op 28 september 2024 won ze alweer het wereldkampioenschap, deze keer in een sprint.

### Palmares
2016 - 1 zege
- Trofee Maarten Wynants

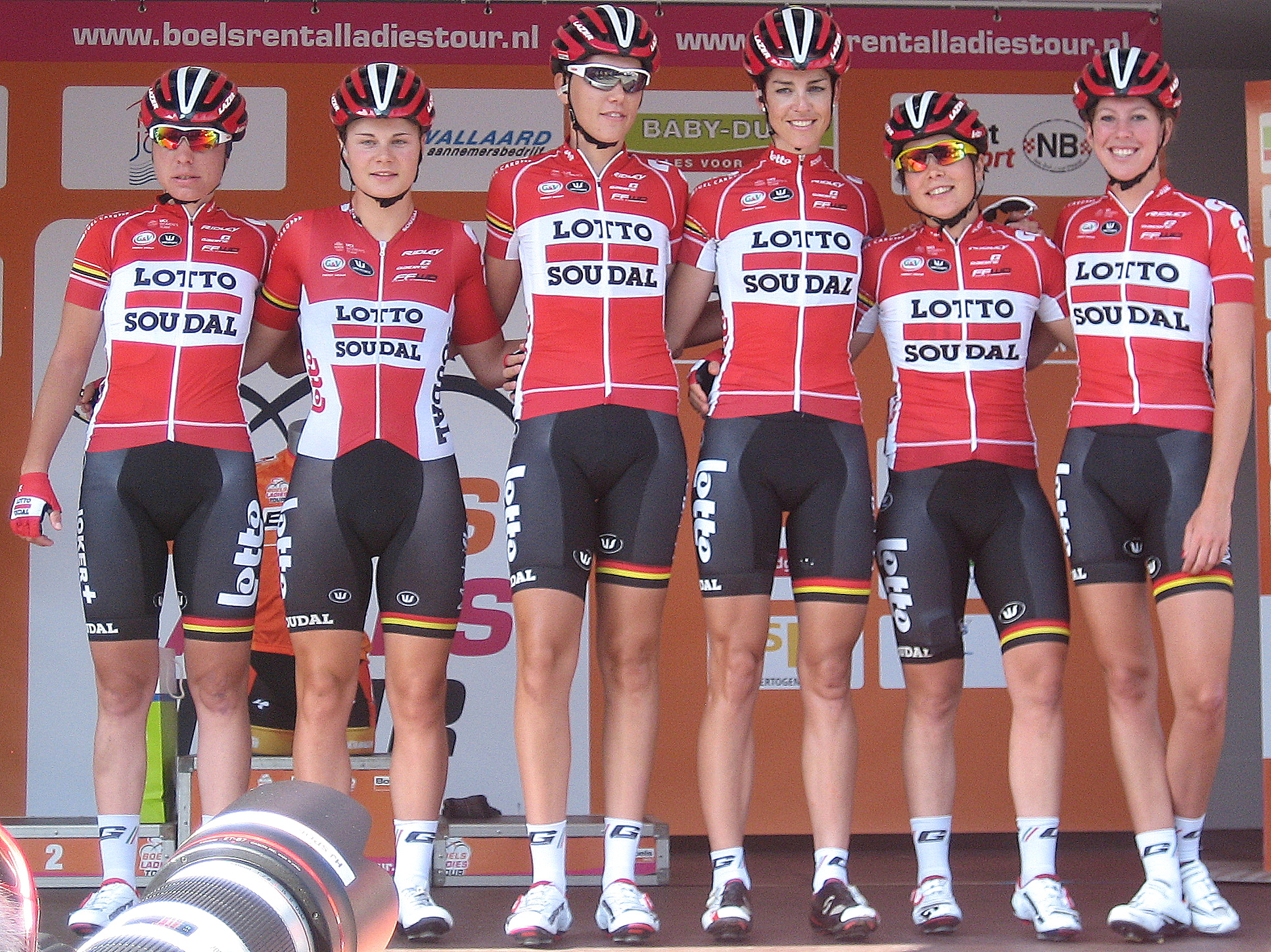
Kopecky (2e van links) met haar ploeg in de Boels Ladies Tour 2016.

- Jongerenklassement Lotto Belgium Tour*

2017 - 1 zege
- Belgisch kampioene tijdrijden, Beloften

2018 - 1 zege
- Puntenklassement Lotto Belgium Tour*
- 1e etappe Lotto Belgium Tour*

2019 - 3 zeges
- Eindklassement Ronde van Valencia
- Belgisch kampioene, tijdrijden
- MerXem Classic

2020 - 3 zeges
- Belgisch kampioene, tijdrijden
- 7e etappe Giro Rosa
- Belgisch kampioene, wegrit

2021 - 8 zeges
- Le Samyn
- 4e etappe Ronde van Thüringen
- Puntenklassement Ronde van Thüringen
- Belgisch kampioene, tijdrijden
- Belgisch kampioene, wegrit
- 3e etappe Lotto Belgium Tour*
- Eind- en puntenklassement Lotto Belgium Tour*
- 4e etappe Ronde van Spanje
- Puntenklassement Ronde van Spanje
- 1e etappe Klimsterstrofee*

2022 - 5 zeges
- Strade Bianche
- Ronde van Vlaanderen
- 1e etappe Ronde van Burgos
- Puntenklassement Ronde van Burgos
- Belgisch kampioene, tijdrijden
- Dernycriterium van Wilrijk

2023 - 14 zeges - 1 TTT
- Omloop Het Nieuwsblad
- Nokere Koerse
- Ronde van Vlaanderen
- Veenendaal-Veenendaal Classic
- 1e (TTT) en 6e etappe Ronde van Thüringen
- Eindklassement Ronde van Thüringen
- Puntenklassement Ronde van Thüringen
- Dwars door het Hageland
- Belgisch kampioene, tijdrijden
- Belgisch kampioene, wegrit
- 1e etappe Tour de France Femmes
- Puntenklassement Tour de France Femmes
- Wereldkampioene op de weg
- 2e (ITT) en 4e etappe Simac Ladies Tour
- Eindklassement Simac Ladies Tour

 Europees kampioenschap, wegwedstrijd
2024 - 17 zeges
- 3e etappe Ronde van de Verenigde Arabische Emiraten
- Eindklassement Ronde van de Verenigde Arabische Emiraten
- Strade Bianche
- Nokere Koerse
- Parijs-Roubaix
- Ridderronde Maastricht
- 1e en 2e etappe Ronde van Groot-Brittannië
- Eindklassement Ronde van Groot-Brittannië
- Puntenklassement Ronde van Groot-Brittannië
- Belgisch kampioene, tijdrijden
- Belgisch kampioene, wegrit
- 5e etappe Ronde van Italië
- Puntenklassement Ronde van Italië
- Eindklassement Ronde van Romandië
- Bergklassement Ronde van Romandië
- Europees kampioen tijdrijden
- Wereldkampioene op de weg
- 6e etappe Simac Ladies Tour
- Eindklassement Simac Ladies Tour

2025 - 2 zeges
- Ronde van Vlaanderen
- Belgisch kampioene, tijdrijden

Totaal: 55 zeges (waarvan 51 individuele UCI-zeges)

### Erelijst BK wielrennen
2014:    Belgisch kampioenschap op de weg, Elite
2015:    Belgisch kampioenschap op de weg, Elite
2016:    Belgisch kampioenschap op de weg, Elite
2016:    Belgisch kampioenschap tijdrijden, Elite
2017:  Belgisch kampioene, tijdrijden, Beloften
2017:    Belgisch kampioenschap op de weg, Elite
2018:    Belgisch kampioenschap tijdrijden, Elite
2019:  Belgisch kampioene, tijdrijden, Elite
2020:  Belgisch kampioene, tijdrijden, Elite
2020:  Belgisch kampioene, wegrit, Elite
2021:  Belgisch kampioene, tijdrijden, Elite
2021:  Belgisch kampioene, wegrit, Elite
2022:  Belgisch kampioene, tijdrijden, Elite
2023:  Belgisch kampioene, tijdrijden, Elite
2023:  Belgisch kampioene, wegrit, Elite
2024:  Belgisch kampioene, tijdrijden, Elite
2024:  Belgisch kampioene, wegrit, Elite
2025:  Belgisch kampioene, tijdrijden, Elite

### Uitslagen in voornaamste wedstrijden
| Jaar | Ronde van Italië | Ronde van Frankrijk | Ronde van Spanje |
| ---- | ---------------- | ------------------- | ---------------- |
| 2015 |                  |                     |                  |
| 2016 |                  |                     |                  |
| 2017 |                  |                     | 11e              |
| 2018 |                  |                     |                  |
| 2019 | 86e              |                     |                  |
| 2020 | opgave (1)       |                     |                  |
| 2021 |                  |                     | 18e (1)          |
| 2022 | 42e              | 38e                 | 21e              |
| 2023 |                  | ↑ (1)               |                  |
| 2024 | ↑ (1)            |                     |                  |
| 2025 | opgave           | 45e                 |                  |

| Jaar | Milaan-San Remo | Gent-Wevelgem | Ronde van Vlaanderen | Parijs-Roubaix | Amstel Gold Race | Luik-Bast.‑Luik | Omloop Het Nieuwsblad | Strade Bianche | Nokere Koerse |  | WK op de weg |
| ---- | --------------- | ------------- | -------------------- | -------------- | ---------------- | --------------- | --------------------- | -------------- | ------------- |  | ------------ |
| 2015 |                 | 21e           |                      |                |                  |                 |                       |                |               |  |              |
| 2016 |                 | 35e           | 33e                  |                |                  |                 |                       |                |               |  | 75e          |
| 2017 |                 | 16e           | 5e                   |                |                  |                 | 11e                   |                |               |  |              |
| 2018 |                 |               |                      |                |                  |                 |                       |                |               |  |              |
| 2019 |                 | 6e            | 32e                  |                |                  |                 |                       |                | ↑             |  |              |
| 2020 |                 | ↑             | ↑                    |                |                  |                 |                       |                |               |  |              |
| 2021 |                 | ↑             | 13e                  | 15e            |                  |                 | 4e                    | 17e            | 4e            |  | 16e          |
| 2022 |                 | 4e            | ↑                    | ↑              |                  |                 | 27e                   | ↑              | ↑             |  | ↑            |
| 2023 |                 | 70e           | ↑                    | 7e             | ↑                |                 | ↑                     | ↑              | ↑             |  | ↑            |
| 2024 |                 | 19e           | 5e                   | ↑              | 77e              | 38e             | ↑                     | ↑              | ↑             |  | ↑            |
| 2025 | 9e              | 55e           | ↑                    | 12e            | 34e              | 5e              |                       |                |               |  |              |

### Resultaten in kleinere rondes
| Jaar | UAE Tour | Ronde van Burgos | RideLondon Classique | Ronde van Thüringen | Ronde van Scandinavië | Simac Ladies Tour | Ronde van Chongming | Ronde van België |
| ---- | -------- | ---------------- | -------------------- | ------------------- | --------------------- | ----------------- | ------------------- | ---------------- |
| 2015 |          |                  |                      |                     |                       | 32e               |                     |                  |
| 2016 |          |                  |                      |                     |                       |                   |                     | 4e               |
| 2017 |          |                  |                      |                     | 50e                   |                   |                     | 8e               |
| 2018 |          |                  |                      |                     | 28e                   |                   |                     | ↑ (1)            |
| 2019 |          |                  | 4e                   |                     |                       |                   | ↑                   | ↑                |
| 2020 |          |                  |                      |                     |                       |                   |                     |                  |
| 2021 |          |                  |                      | ↑ (1)               |                       |                   |                     | ↑ (1)            |
| 2022 |          | 34e (1)          | 4e                   |                     |                       |                   |                     |                  |
| 2023 |          |                  |                      | ↑ (1)               |                       | ↑ (2)             |                     |                  |
| 2024 | ↑ (1)    |                  | ↑                    |                     |                       | ↑ (1)             |                     |                  |
| 2025 |          | 11e              |                      |                     |                       |                   |                     |                  |

## Veldrijden
In 2020 maakte Kopecky ook een uitstap naar het veld, meer als voorbereiding op het wegseizoen. Op het Belgisch kampioenschap in Meulebeke pakte ze verrassend zilver, na de ongenaakbare Sanne Cant.
Volgende crossen reed ze mee: 
- voor de Superprestige: Ruddervoorde (24/10) 38ste, Zolder (26/12) 16ste;
- voor de Wereldbeker: Dendermonde (27/12) 18ste, Hulst (03/01) 16ste;
- Trofee BPost Bank: Koppenbergcross (31/10) 11de, Antwerpen (12/12) 28ste;
- losse cross: GP de Eecklonaar (13/02) 12de.

### Erelijst
| Seizoen   | Aantal zeges    | WK | EK  | BK | WB | SP | TR | UCI |
| --------- | --------------- | -- | --- | -- | -- | -- | -- | --- |
| 2020-2021 | 0 overwinningen | .. | DNS | ↑  | .. | .. | .. | 85e |
| 2021-2022 | 0 overwinningen | .. | DNS | 5e | .. | .. | .. | ..  |

## Gravel
Tijdens de Wereldkampioenschappen Gravel 2024 trok Kopecky een aantal keren goed door, waarbij uiteindelijk alleen Marianne Vos kon volgen. Na ruim vier uur koers kwamen ze met zo'n vier minuten voorsprong in Leuven aan de meet. Vos won de sprint.
2024
 WK Gravel

## Onderscheidingen
- Flandrienne van het jaar: 2020, 2021, 2022, 2023[7], 2024[8]
- Kristallen Fiets: 2020, 2021, 2022[9], 2023[10], 2024[11][12]
- Sportvrouw van het jaar: 2023[13]
- Vlaams Sportjuweel: 2023[14]
- Nationale trofee voor sportverdienste: 2024[15]

## Ploegen
- 2012 –  Topsport Vlaanderen-Ridley 2012
- 2012 –  VZW Ladies Sprint
- 2014 –  Topsport Vlaanderen-Pro-Duo
- 2015 –  Topsport Vlaanderen-Pro-Duo
- 2016 –  Lotto Soudal Ladies
- 2017 –  Lotto Soudal Ladies
- 2018 –  Lotto Soudal Ladies
- 2019 –  Lotto Soudal Ladies
- 2020 –  Lotto Soudal Ladies
- 2021 –  Liv Racing
- 2022 –  Team SD Worx
- 2023 –  Team SD Worx
- 2024 –  Team SD Worx
- 2025 –  Team SD Worx-Protime

## Persoonlijk
Kopecky heeft Tsjechische wortels, haar overgrootvader verhuisde naar Vlaanderen.
Ze is geboren in Rumst, en is opgegroeid in Schelle en Niel. Als kind heeft ze geturnd, gebasketbald, paardgereden, getennist, geskied en zes jaar gevoetbald bij FC Schelle in de spits.
Kopecky woonde met haar partner en coach Kieran De Fauw (zoon van voormalig pistebondscoach Marc de Fauw) in Assenede, tot de relatie (zakelijk en persoonlijk) in 2022 stukliep.
In maart 2023 overleed haar broer Seppe Kopecky, die haar had aangemoedigd te gaan fietsen.

## Trivia
- Tijdens het Belgisch kampioenschap tijdrijden van 2020 werden 6 pups bij een dierenasiel gebracht. De pups werden, naar de winnaars, Wout, Victor, Frederik, Julie, Sara en Lotte genoemd.[16]
- Kopecky is haar eigen trainer, haar eigen mental coach en haar eigen diëtist.[18]

1982 Annie Lambrechts · 1983 Eddy Annys · 1984 Ingrid Berghmans · 1985 niet uitgereikt · 1986 William Van Dijck · 1987 Wim Van Belleghem · 1988 Robert Van de Walle · 1989 niet uitgereikt · 1990 Ulla Werbrouck · 1991 Sabine Appelmans · 1992 Annelies Bredael · 1993 Gella Vandecaveye · 1994 Brigitte Becue · 1995 Fred Deburghgraeve · 1996 Luc Van Lierde · 1997 Stefan Everts · 1998 Sven Nys · 1999 Marleen Renders · 2000 Filip Meirhaeghe · 2001 Kim Clijsters · 2002 Kim Gevaert · 2003 Benny Vansteelant · 2004 Gino De Keersmaeker · 2005 Kathleen Smet · 2006 Tia Hellebaut · 2007 estafetteploeg 4x100m dames · 2008 Kenny De Ketele · 2009 Tom Goegebuer · 2010 Cédric Van Branteghem · 2011 Evi Van Acker · 2012 Hans Van Alphen and Marieke Vervoort · 2013 Frederik Van Lierde · 2014 Bart Swings · 2015 Jaouad Achab · 2016 Peter Genyn · 2017 Seppe Smits · 2018 Nina Derwael · 2019 Emma Meesseman · 2020 niet uitgereikt · 2021 Belgische hockeyploeg (mannen) · 2022 Remco Evenepoel  · 2023 Lotte Kopecky
1928 Louis Crooy en Victor Groenen · 1929 Georges Ronsse · 1930 Hyacinthe Roosen · 1931 René Milhoux en Jules Tacheny · 1933 Jef Scherens · 1934 Union Sint-Gillis · 1935 Arnold de Looz-Corswarem · 1936 Ernest Demuyter · 1937 Joseph Mostert · 1938 Hubert Carton de Wiart · 1939 Henry de Menten de Horne · 1940 Fernande Caroen · 1941 Jan Guilini · 1942 Pol Braekman · 1943 Albert de Ligne · 1944 niet toegekend · 1945 vliegend personeel van de Belgische sectie van de Royal Air Force · 1946 Gaston Reiff · 1947 Micheline Lannoy en Pierre Baugniet · 1948 Etienne Gailly · 1949 Feru Moulin · 1950 Briek Schotte · 1951 Johny Claes en Jacques Ickx · 1952 André Noyelle · 1953 bemanning van het jacht Omoo (zeilsport) · 1954 Adolf Verschueren · 1955 Roger Moens · 1956 Gilberte Thirion · 1957 Jacky Brichant en Philippe Washer · 1958 René Baeten · 1959 Belgische hockeyploeg bij de mannen · 1960 Flory Van Donck · 1961 Rik Van Looy · 1962 Gaston Roelants · 1963 Aureel Vandendriessche · 1964 Joël Robert · 1965 Eerste Jachtwing van de Belgische Luchtmacht · 1966 Raymond Ceulemans · 1967 Ferdinand Bracke en Eddy Merckx · 1968 Jacky Ickx · 1969 Serge Reding · 1970 Freddy Herbrand · 1971 Miel Puttemans · 1972 Karel Lismont · 1973 Roger De Coster · 1974 Paul Van Himst · 1975 Jean-Pierre Burny · 1976 Ivo Van Damme · 1977 Gaston Rahier · 1978 RSC Anderlecht · 1979 Robert Van de Walle · 1980 Belgische voetbalploeg bij de mannen · 1981 Annie Lambrechts · 1982 Ingrid Berghmans · 1983 Eddy Annys · 1984 André Malherbe · 1985 niet toegekend · 1986 William Van Dijck · 1987 Ingrid Lempereur · 1988 Eric Geboers · 1989 Michel Preud'homme · 1990 Jan Ceulemans · 1991 Jean-Michel Saive · 1992 Annelies Bredael · 1993 Vincent Rousseau · 1994 Brigitte Becue · 1995 Frédérik Deburghgraeve · 1996 Johan Museeuw · 1997 Luc Van Lierde · 1998 Ulla Werbrouck · 1999 Gella Vandecaveye · 2000 Joël Smets · 2001 Kim Clijsters en Justine Henin · 2002 Marc Wilmots · 2003 Stefan Everts · 2004 Axel Merckx · 2005 Tom Boonen · 2006 Kim Gevaert en Tia Hellebaut · 2007 4x100m-estafetteploeg voor vrouwen · 2008 niet toegekend · 2009 Philippe Gilbert · 2010 Philippe Le Jeune · 2011 Kevin Borlée · 2012 Evi Van Acker · 2013 Frederik Van Lierde · 2014 Daniel Van Buyten · 2015 4x400m-estafetteploeg voor mannen · 2016 Nafissatou Thiam · 2017 David Goffin · 2018 Nina Derwael · 2019 Belgische hockeyploeg bij de mannen · 2020 Wout van Aert · 2021 Bashir Abdi · 2022 Remco Evenepoel · 2023 Bart Swings · 2024 Lotte Kopecky
Beckers · Daams · Decroix · De Vuyst · Delzenne · Hoffmann · Kachelhoffer · Knol · Kopecky · Lichtenberg · Rijff · Vanhoutte · Vekemans · Zorzi
Beckers · Daams · Delzenne · Dom · Hoffmann · Kachelhoffer · Kiesenhofer · Kopecky · Moonen · Schmidt · Van der Meulen · Vanhoutte
Beckers · Castrique · Demey · Dom · Dréville · Van ’t Geloof · Hoffmann · De Jong · Kopecky · Moonen · Van de Velde · Van den Steen · Vanhoutte
Braam · Castrique · Christmas · Dessart · Dom · Hoffmann · De Jong · Kopecky · Moonen · Nguyễn · Van de Velde · Van den Steen · Vanhoutte
Beekhuis · Braam · Castrique · Christmas · Dom · Fidanza · Kopecky · Meertens · Nguyễn · Parkinson · Siggaard · Van de Velde · Vandenbulcke
Bertizzolo · Demey · Jackson · Jaskulska · Kopecky · Korevaar · Kuijpers · Paladin · Rooijakkers · Stultiens
Blaak · Cecchini · Fisher-Black · Fournier · Frei(vanaf 8/8) · Kopecky · Majerus · Moolman-Pasio · Pieters · Reusser · Shackley · Uneken · Vas · Vollering
Bredewold · van den Broek-Blaak (zwangerschapsverlof) · Cecchini · Fisher-Black · Frei · Guarischi · Kopecky · Majerus · Markus · Reusser · Schreiber (vanaf 1/3) · Shackley · Uneken · Vas · Vollering · Wiebes
Bredewold  · van den Broek-Blaak · Cecchini · Fisher-Black · Gerritse · Guarischi · Kopecky  · Majerus · Markus · Reusser   · Schreiber · Shackley (tot 16/4) · Uneken · Vas  U23 · Vollering · Wiebes
van Belle (vanaf 29/4) · Bredewold · van der Breggen · van den Broek-Blaak (tot 11/2) · Cecchini · Gerritse · Guarischi · Häberlin · Harvey · J. Kopecký · L. Kopecky  · Lach · Markus · Schneider · Schreiber · Schreurs · Vas · Wiebes 